# NGC 1700
NGC 1700 is een elliptisch sterrenstelsel in het sterrenbeeld Eridanus. Het hemelobject werd op 5 oktober 1785 ontdekt door de Duits-Britse astronoom William Herschel.

## Synoniemen
- PGC 16386
- MCG -1-13-38